# 謝師宴
謝師宴起源自西周時期尊老敬長的「鄉飲酒禮」，目的是要人們領悟尊老敬長的概念。《禮記‧鄉飲酒義》記：「民知尊長養老，而後乃能入孝弟。民入孝弟，出尊長養老，而後成教。成教而後國可安也。」意思是人們懂得尊長養老的道理，就能形成良好的風教。社會有了良好的風教，國家社會就安定了。
這個宴會並非專為老師而設，但從此而生宴請長輩之概念。

## 現代謝師宴
現在中學生和大學生畢業時也會有謝師宴，但除了傳統上「謝師」的意義外，還增添了同學臨別時聚會的意義，因此常稱為畢業聚餐或畢業舞會。每個同學都可以當謝師宴的招集人。受美式畢業晚會的文化影響，參加的師生都會悉心打扮，希望有美好的回憶，多在酒樓或酒店宴會廳舉行。除了吃飯之外，還有遊戲、表演等節目。

## 爭議
謝師宴一般都在大型酒店舉行。無論選擇出席與否，所有畢業生皆需繳付租場、玩樂等費用，又不明文地規定必須盛裝出席，對一些家庭環境較差的學生而言，可能無法負擔。謝師宴扭曲師生的關係，令人以為謝師只是靠物質便夠表達，因此認為不必要用這樣方式。而且參加謝師宴的學生大多是入世未深的青年，此等活動錯誤灌輸他們奢侈的觀念，被喻為「一群小孩子在裝成年人」。有些學生會因為與其他同學和老師關係惡劣，而拒絕出席。但也有認為謝師宴是一種留下美好回憶的活動，也提供了讓學生歡聚的場合，因此有其意義。